# Дейлі грефік
«The Daily Graphic», повна назва — The Daily Graphic: An Illustrated Evening Newspaper — перша американська щоденна ілюстрована газета.
Її було засновано у Нью-Йорку в 1873 році, перший наклад газети випущено в березні того ж року. Газета продовжувала виходити до 23 вересня 1889 року.
Газета була аналогом лондонської газети The Graphic, яка була заснована в 1869 році.